# Марко, Георг
Георг Марко (нем. Georg Marco; 29 ноября 1863, Черновиц — 29 августа 1923, Вена) — австрийский шахматист румынского происхождения; один из сильнейших в Австрии в конце XIX — начале XX веков. Шахматный литератор. Редактор журнала «Wiener Schachzeitung» (1898—1916). Автор многих статей по теории шахмат, составитель ряда турнирных сборников. Серьёзные занятия начал в Бухаресте после знакомства с А. Альбиным, ставшим его шахматным наставником и партнёром. С 1885 жил в Вене, работал секретарём в шахматном клубе. После выступления в небольших турнирах (Грац и Вена, 1890—1891) успешно дебютировал в международном турнире в Дрездене (1892) — 4-5-е место.
Лучшие результаты в других международных соревнованиях: Вена (1895, 1897 и 1901) — 1-е, 3-е и 3-4-е; Мюнхен (1900) и Монте-Карло (1904) — 5-е; Кобург (1904) — 4-5-е; Кембридж-Спрингс (1904) — 4-е; Остенде (1905) — 5-е; Стокгольм (1912) — 3-е; Будапешт (1913) — 4-5-е места. Высшее достижение — Вена (1903, гамбитный турнир) — 3-е место (впереди Г. Пильсбери, Г. Мароци, Ж. Мизеса, Р. Тейхмана, К. Шлехтера, И. Гунсберга и других).
Участвовал в 10 матчах (1891—1905): дважды сыграл вничью с К. Шлехтером — в 1893 (+0 −0 =10) и 1894 (+4 −4 =3), победил А. Альбина (1901; +4 −2 =4). Дважды приезжал в Россию: гастролировал в Петербурге и Москве (1901) и разделил 2-3-е место в Московском четверном турнире (1907).
Шахматист позиционного стиля, Марко не избегал и обоюдоострой игры. В атаке его отличала находчивость, в защите — упорство.
Выиграть партию у Марко — дело трудноеК. Шлехтер